# Ernst Brückner (Verbandsfunktionär)
Ernst Brückner (* 1939) ist ein deutscher Jurist und langjähriger Lobbyist der Tabakindustrie in Deutschland. Er war von 1971 bis 2004 für den inzwischen aufgelösten Verband der Cigarettenindustrie in Hamburg, Bonn und Berlin tätig.

## Leben
Während seiner Studienzeit wurde Brückner Mitglied in der Turnerschaft Schaumburgia Marburg.
1971 wurde Brückner Geschäftsführer des Verbands der Cigarettenindustrie (VdC), damals noch mit Sitz in Hamburg. 1996 wurde er Hauptgeschäftsführer des Verbands. 1990 zog Brückner mit dem VdC nach Bonn um, 2001 dann nach Berlin. Er führte den Verband bis 2004, dann wurde er von Wolfgang Hainer als Hauptgeschäftsführer abgelöst. 
Unter der Führung von Brückner konnte der VdC die politische Debatte um Passivrauchen und den Nichtraucherschutz neutralisieren und entsprechende Nichtraucherschutzgesetze lange erfolgreich zurückhalten.